# Filmjahr 1898
Liste der Filmjahre

◄◄ | ◄ | 1894 | 1895 | 1896 | 1897 | Filmjahr 1898 | 1899 | 1900 | 1901 | 1902 | ► | ►►

Weitere Ereignisse

## Ereignisse
- Mit Tearing Down the Spanish Flag (Regie: J. Stuart Blackton) produziert die Vitagraph Company of America den mutmaßlich ersten Kriegsfilm der Filmgeschichte.
- In Österreich tritt ein Gesetz in Kraft, dass all jene, die Filme öffentlich vorführen wollen, eine Prüfung ablegen müssen.

- Der Kurzfilm Something Good – Negro Kiss von Regisseur William Nicholas Selig entsteht. Hauptdarstellerin ist Gertie Brown.

## Geboren

### Januar bis Juni
- 16. Januar: Margaret Booth, US-amerikanische Filmeditorin († 2002)
- 16. Januar: Irving Rapper, britischer Regisseur († 1999)
- 19. Januar: Václav Vich, tschechoslowakischer Kameramann († 1966)

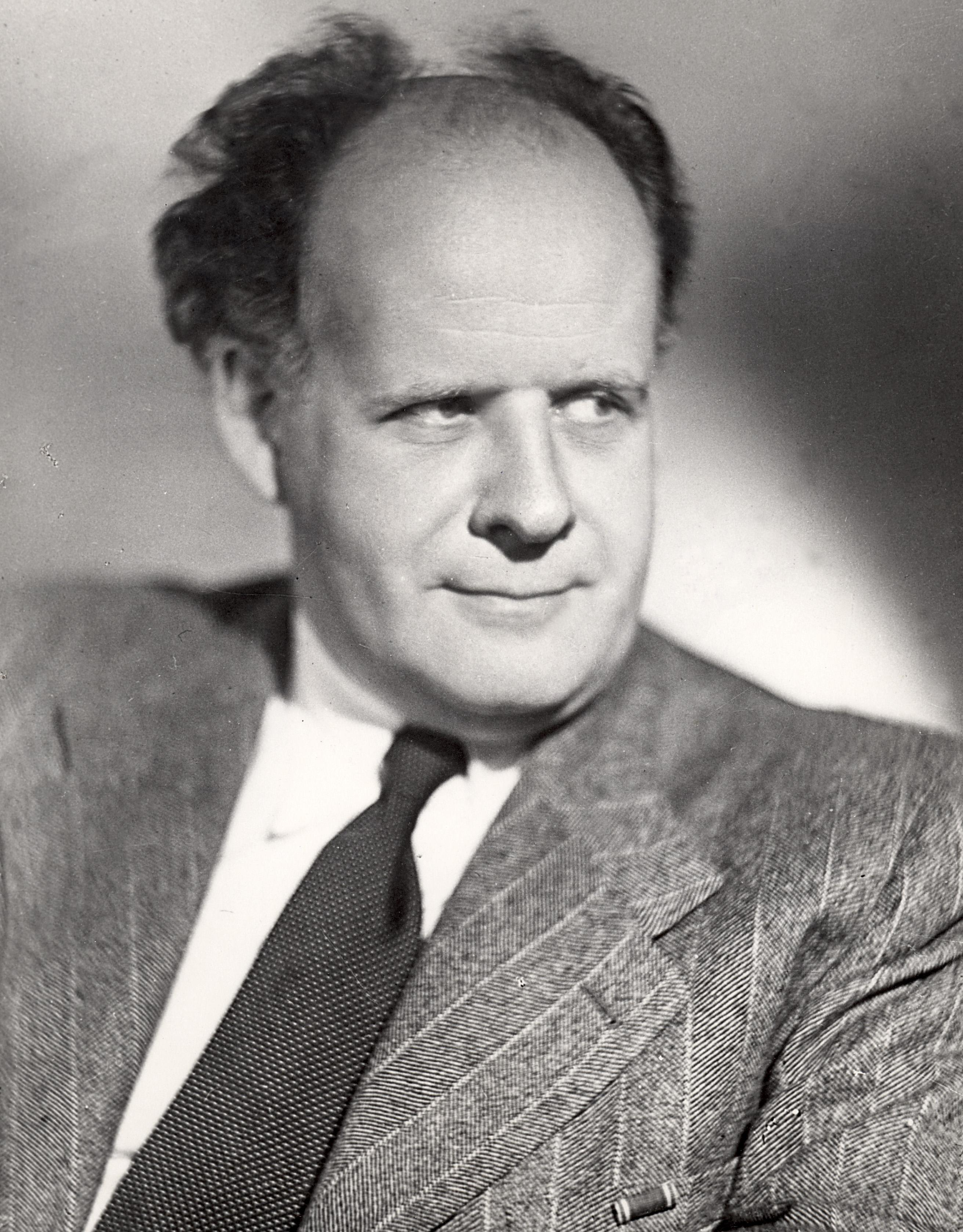
Sergei Eisenstein (* 22. Januar)

- 22. Januar: Sergei Eisenstein, sowjetischer Regisseur († 1948)
- 23. Januar: Randolph Scott, US-amerikanischer Schauspieler († 1987)

- 02. Februar: Ossi Oswalda, deutsche Schauspielerin († 1947)

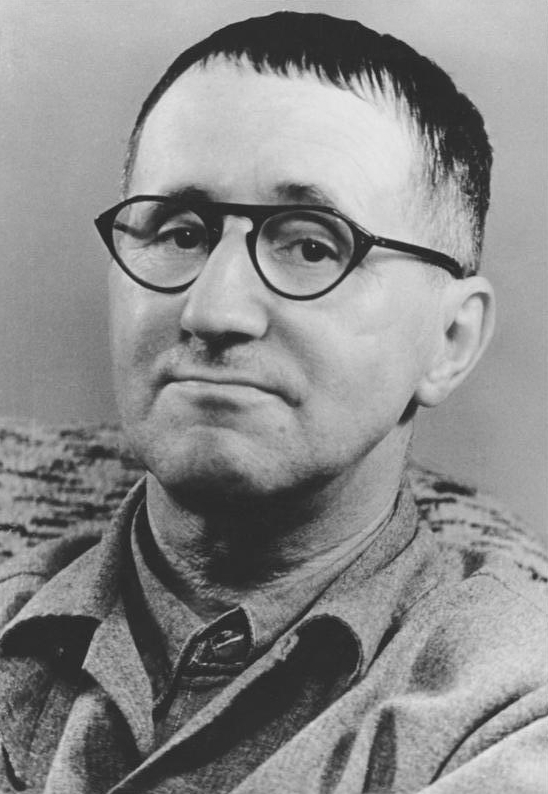
Bertolt Brecht (* 10. Februar)

- 10. Februar: Bertolt Brecht, deutscher Drehbuchautor und Regisseur († 1956)
- 10. Februar: Robert Keith, US-amerikanischer Schauspieler († 1966)
- 12. Februar: Wallace Ford, britischer Schauspieler († 1966)
- 06. März: Therese Giehse, deutsche Schauspielerin († 1975)

- 11. März: Dorothy Gish, US-amerikanische Schauspielerin († 1968)
- 13. März: Henry Hathaway, US-amerikanischer Regisseur († 1985)

- 19. April: Constance Talmadge, US-amerikanische Schauspielerin († 1973)
- 23. April: Ernest Laszlo, ungarisch-amerikanischer Kameramann († 1984)

- 04. Mai: María Corda, ungarische Schauspielerin († 1976)
- 10. Mai: Ariel Durant, US-amerikanische Schriftstellerin († 1981)
- 13. Mai: Friedrich Ermler, sowjetischer Regisseur († 1967)
- 21. Mai: Glen MacWilliams, US-amerikanischer Kameramann († 1984)
- 22. Mai: Lucy Doraine, ungarische Schauspielerin († 1989)

- 06. Juni: Walter Abel, US-amerikanischer Schauspieler († 1987)
- 13. Juni: Eduard von Borsody, österreichischer Regisseur († 1970)
- 19. Juni: Olav Dalgard, norwegischer Regisseur und Drehbuchautor († 1980)
- 23. Juni: Lilian Hall-Davis, britische Schauspielerin († 1933)
- 26. Juni: Ernst Nebhut, deutscher Schriftsteller, Librettist und Drehbuchautor († 1974)
- 30. Juni: George Chandler, US-amerikanischer Schauspieler († 1985)

### Juli bis Dezember
- 06. Juli: Gustav Ucicky, österreichischer Regisseur († 1961)
- 11. Juli: E. W. Emo, österreichischer Regisseur († 1975)
- 25. Juli: Arthur Lubin, US-amerikanischer Regisseur († 1995)

- 12. August: Oskar Homolka, österreichischer Schauspieler († 1978)
- 13. August: Regis Toomey, US-amerikanischer Schauspieler († 1991)
- 17. August: Dewey Robinson, US-amerikanischer Schauspieler († 1950)
- 30. August: Shirley Booth, US-amerikanische Schauspielerin († 1992)

- 01. September: Richard Arlen, US-amerikanischer Schauspieler († 1976)

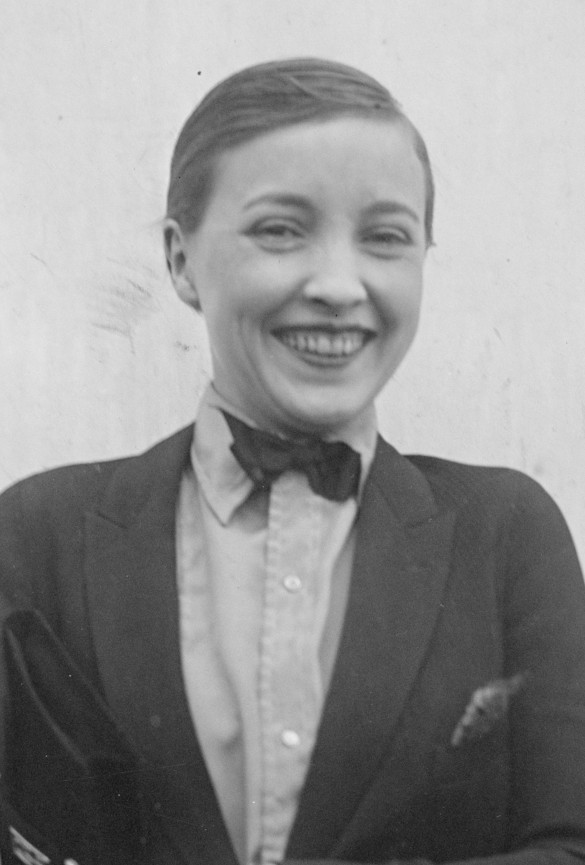
Bessie Love (* 10. September)

- 10. September: Bessie Love, US-amerikanische Schauspielerin († 1986)
- 20. September: Norman Z. McLeod, US-amerikanischer Regisseur († 1964)

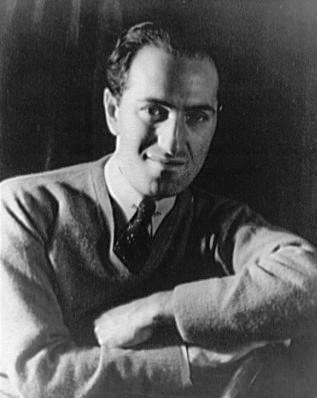
George Gershwin 1937

- 26. September: George Gershwin, US-amerikanischer Komponist († 1937)
- 30. September: Renée Adorée, französische Schauspielerin († 1933)

- 03. Oktober: Leo McCarey, US-amerikanischer Regisseur († 1969)
- 06. Oktober: Mitchell Leisen, US-amerikanischer Regisseur († 1972)
- 08. Oktober: Hal B. Wallis, US-amerikanischer Produzent († 1986)
- 13. Oktober: Itō Daisuke, japanischer Drehbuchautor und Regisseur († 1981)

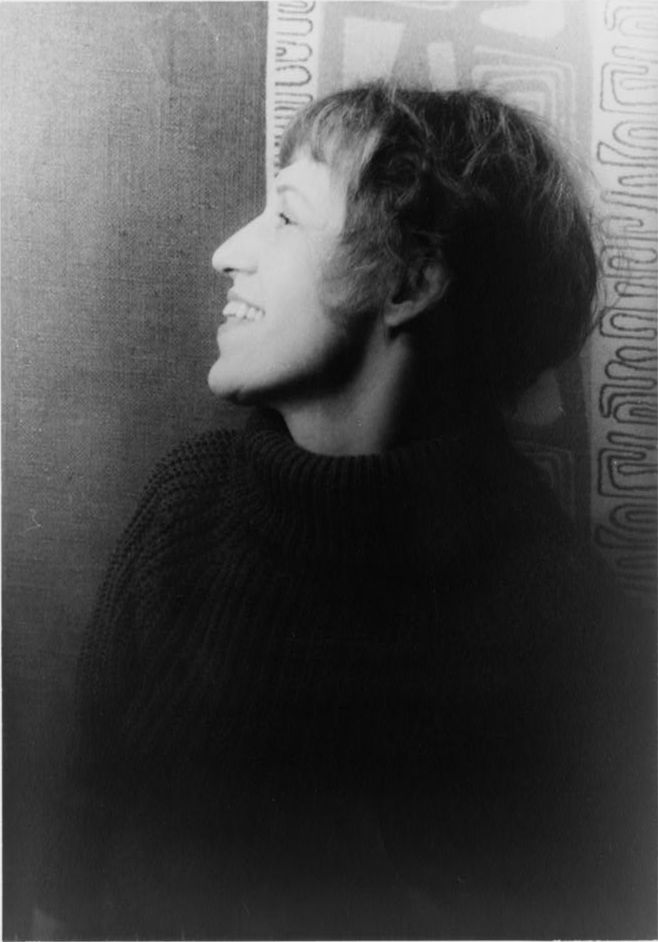
Lotte Lenya (* 18. Oktober)

- 18. Oktober: Lotte Lenya, österreichische Schauspielerin († 1981)

- 11. November: René Clair, französischer Regisseur († 1981)
- 20. Dezember: Irene Dunne, US-amerikanische Schauspielerin († 1990)